# Kawasaki Ninja ZX-9R

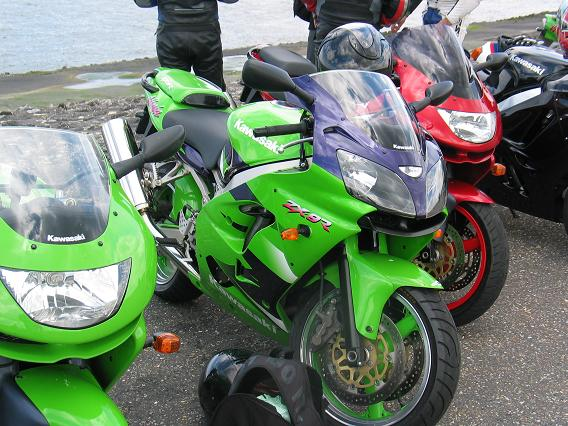
Kawasaki ZX9R (2001)

De Kawasakí ZX9R was een van de vele modellen van de Japanse motorfietsfabrikant Kawasaki. 
De serie supersport motorfietsen van Kawasaki bestaat naast de ZX9R ook uit de ZX6R, ZX6RR, ZX10R en ZX12R. Het getal in de type aanduiding staat voor de cilinder inhoud. De ZX9R kwam 1993 in productie. In 2004 werd de productie gestaakt. Voor de ZX9R kwam toen de ZX10R in de plaats, zoals rond die tijd bij meer motorfabrikanten de 1 liter klasse populair werd.